# 소닉의 얼티밋 제네시스 컬렉션
《소닉의 얼티밋 제네시스 컬렉션》(Sonic's Ultimate Genesis Collection)은 플레이스테이션 3와 엑스박스 360으로 나온 소닉 시리즈의 모음집이다. 이는 메가 드라이브용 게임 40 게임과 아케이드와 마스터 시스템 기반 9가지의 게임을 추가시켰다. 이것은 2009년 2월 북아메리카, 유럽, 그리고 오스트레일리아 시장에 출시되었고, 아시아지역인 대한민국에서도 출시되었는데 플레이스테이션 3 메뉴한글화로 단독 출시되었다. 소닉 게임으로는 소닉 더 헤지호그 (1991년 비디오 게임), 소닉 더 헤지호그 2, 소닉 더 헤지호그 3, 소닉&너클즈, 소닉 스핀볼, 소닉 3D 블래스트, 플리키와 닥터 로보트닉의 민 빈 머신이 있었다. 유럽과 오스트레일리아 일부 국가에는 세가 메가 드라이브 얼티밋 컬렉션(SEGA megadrive Ultimate Collection)로 발매하였다.

## 게임 목록

### 세가 제네시스
- 알렉스 키드: 인 더 인챈티드 캐슬 †
- 에일리언 스톰
- 수왕기 †
- 비욘드 오아시스
- 보난자 브라더스 †
- 컬럼스 †
- 코믹스 존 †
- 디캡 어택 †
- 닥터 로보트닉의 민 빈 머신
- 다이너마이트 헤디
- 에코 더 돌핀 †
- 에코: 시간의 흐름 †
- ESWAT: 시티 언더 시즈
- 페이탈 라비린스
- 플리키 †
- 게인 그라운드 †
- 골든 액스 †
- 황금 도끼 II †
- 황금 도끼 III †
- 키드 카멜레온 †
- 판타지 스타 2 †
- 판타지 스타 3 †
- 판타지 스타 4 †
- 리스타 더 슈팅 스타 †
- 샤이닝 포스
- 샤이닝 포스 II
- 샤이닝 인 더 다크니스
- 시노비 III †
- 소닉 앤 너클즈
- 소닉 3D 블래스트
- 소닉 스핀볼
- 소닉 더 헤지호그 †
- 소닉 더 헤지호그 2 †
- 소닉 더 헤지호그 3
- 분노의 철권
- 베어 너클 II: 사투로의 진혼가
- 베어 너클 III
- 슈퍼 썬더 블레이드 †
- 벡터맨 †
- 벡터맨 2 †

† 과거에 세가 제네시스 컬렉션에 존재함.

### 언락 가능 추가 게임
- 에일리언 신드롬 (아케이드)
- 수왕기 (아케이드) †
- 콩고 봉고 (아케이드) (일부 지역에서의 원제: Tip Top) †
- 판타지 존 (아케이드)
- 황금 도끼 워리어 (마스터 시스템)
- 판타지 스타 (마스터 시스템)
- 시노비 (아케이드)
- 스페이스 해리어 (아케이드)
- 잭슨 (아케이드) †

† 과거에 세가 제네시스 컬렉션에 존재함.

## 평가
| 평가 |                            |
| --- | -------------------------- |
| 통합 점수 통합사 점수 메타크리틱 (PS3) 80/100 [ 1 ] (X360) 79/100 [ 2 ] 평론 점수 평론사 점수 자이언트 밤 [ 3 ] IGN 9/10 [ 4 ] VideoGamer.com 8/10 [ 5 ] |                            |
| 통합 점수 |                            |
| 통합사 | 점수                       |
| 메타크리틱 | (PS3) 80/100 (X360) 79/100 |
| 평론 점수 |                            |
| 평론사 | 점수                       |
| 자이언트 밤 | [ 3 ]                      |
| IGN | 9/10                       |
| VideoGamer.com | 8/10                       |